# Kepler-68 c
Kepler-68 c è un pianeta delle dimensioni della Terra, in orbita attorno alla stella Kepler-68 nella costellazione di Cigno. È stato scoperto usando il metodo di transito planetario dal telescopio spaziale Kepler nel febbraio 2013. Ha una massa di 4,8 volte quello della Terra e un raggio di 0,953 R🜨. Ha un periodo orbitale di 9,605085 giorni a una distanza di circa 0,09059 UA dalla sua stella.